# چشمه‌سفیدآقابیگی
چشمه‌سفیدآقابیگی، روستایی از توابع بخش کوزران شهرستان کرمانشاه در استان کرمانشاه ایران است.
چشمه سفید آقابیگی در ۶۵ کیلومتری غرب کرمانشاه قرار گرفته‌است و یکی از تیره‌های بزرگ سنجابی بوده و جز بخش کوزران سنجابی می‌باشد و به علت داشتن دو چشمهٔ بزرگ به نام‌های چشمه سفید و سراب رحمان در گذشته دارای باغ‌های بزرگی بوده‌است.
این روستا به علت قرار گرفتن در کوهپایه و بلندی چشم‌انداز بسیار زیبایی دارد و به دلیل کوهستانی و سنگلاخ بودن، دارای مراتع زیادی است و برای دامپروری مساعد می‌باشد همچنین اهالی این روستا به دین اسلام و مذهب شیعه اعتقاد دارند و زبان مردمان این منطقه کردی جنوبی میباشد.
کوه‌های این روستا پوشیده از گون، گیاهان علفی و بوته‌ای می‌باشد.

## جمعیت
این روستا در دهستان هفت‌آشیان قرار دارد و بر پایه سرشماری مرکز آمار ایران در سال ۱۳۸۵، جمعیت آن ۱۴ نفر (۵خانوار) بوده‌است.